# Strandmånblomfluga
Strandmånblomfluga (Eumerus ornatus) är en tvåvingeart som beskrevs av Johann Wilhelm Meigen 1822. Strandmånblomfluga ingår i släktet månblomflugor, och familjen blomflugor.
Artens utbredningsområde är Tyskland. Arten är reproducerande i Sverige. Inga underarter finns listade i Catalogue of Life.